# Aletopus
Aletopus is een geslacht van vlinders van de familie uilen (Noctuidae), uit de onderfamilie Agaristinae.

## Soorten
- A. imperialis Jordan, 1926
- A. ruspina (Aurivillius, 1909)